# غار علیصدر

غار علیصدر با روزانه ۵ هزارگردشگر که درسال به ۸۰۰هزار نفر می‌رسد، در۷۰کیلومتری شهرهمدان نقش به سزایی در جذب توریست به این شهر دارد.

غار علیصدر از غارهای تالابی ایران و از معدود غارهای آبی جهان است. علی‌صدر همچنین دارای طولانی‌ترین مسیر قایق‌رانی درون غار در جهان است.این غار در ارتفاعات ساری قیه نزدیک روستای علی‌صدر شهرستان کبودراهنگ در استان همدان واقع شده‌است. ارتفاع غار از سطح دریا ۲۱۰۰ متر است. محوطه غار دالان‌های پیچ در پیچ و دهلیزهای متعددی دارد. غار به طول ۱۱ کیلومتر است که به علت دشوار بودن مسیر، ۳ کیلومتر آن کشف شده‌است. از مجموعه رشته آبها، دریاچه بزرگی در درون غار به وجود آمده و از این رو نفوذ به ژرفای غار تنها با قایق میسر است. غار علی‌صدر یکی از دیدنی‌های جهانگردی استان همدان است.
غار علی‌صدر بیست و سومین اثر طبیعی ملی است که توسط سازمان میراث فرهنگی در ۱۵ دی ۱۳۸۷ در فهرست میراث طبیعی ایران قرار گرفت.

## تاریخچه
زمین شناسان قدمت سنگ‌های این غار را به دوره ژوراسیک از دوران دوم زمین‌شناسی (۱۹۰–۱۳۶ میلیون سال قبل) نسبت‌ می‌دهند.

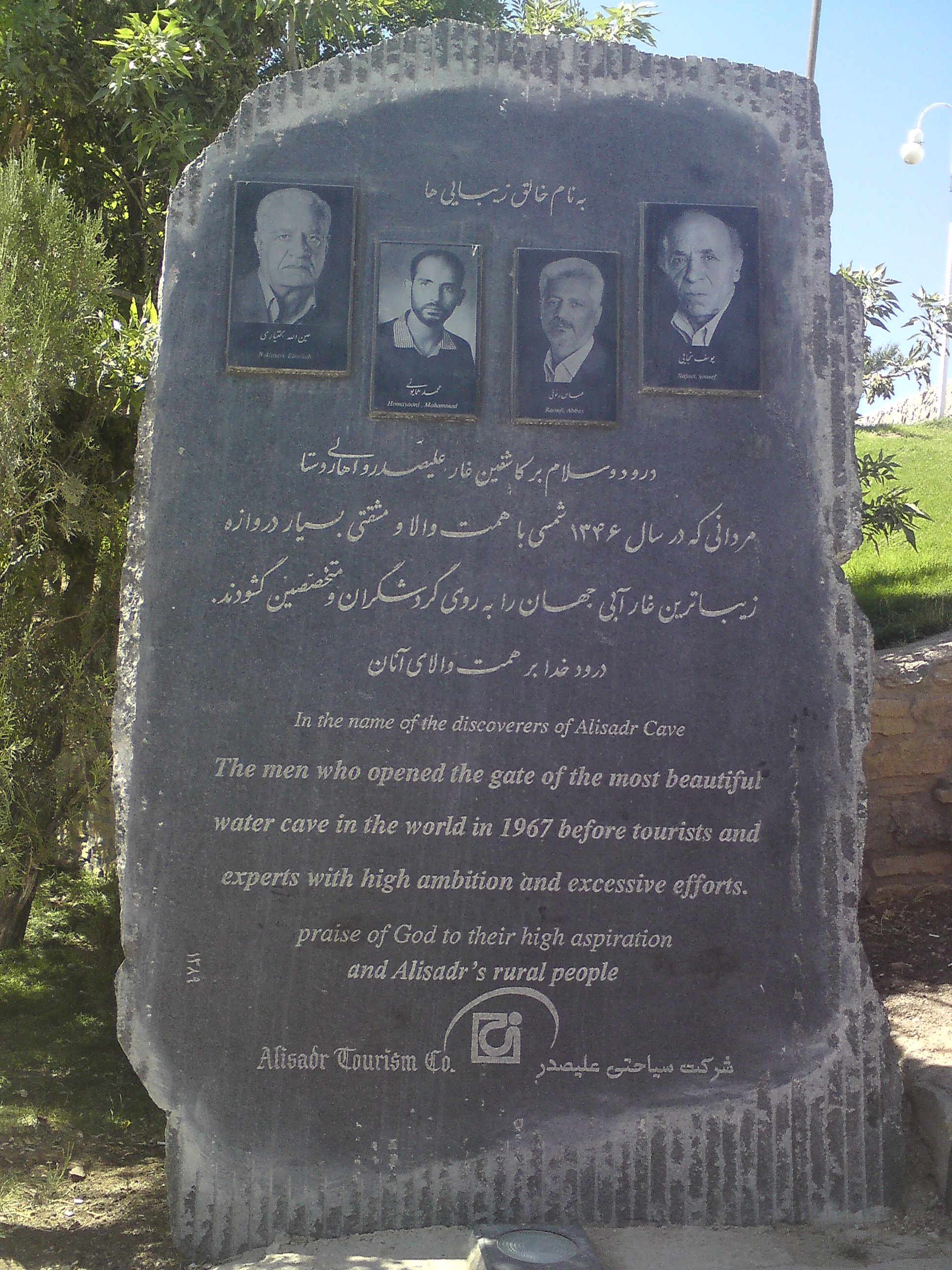
چهره حکاکی شده کاشفان غار علیصدر در نزدیکی دهانه ورودی غار

مردم روستای علی صدر و روستاهای اطراف، از قدیم‌الایام به وجود این غار پی برده بودند و از آب آن بهره‌برداری می‌کردند. علاوه بر این، در صد سال گذشته، اهالی ده با هدایت مازاد آب نهر سراب به غار علیصدر، از آن به عنوان مخزن و سدی برای استفاده در فصل گرما بهره می‌بردند و همین موضوع باعث شده بود تا سطح آب در قسمت شرقی غار تا ارتفاع ۲٫۲۰ متر یعنی تا نزدیکی دهانه ورودی غار بالا بیاید و امکان دسترسی به غار را تا سال‌ها غیرممکن کند. تا اینکه با وقوع زلزله مخرب فارسینج در ۲۲ آذرماه ۱۳۳۶، و ایجاد شکاف در کف غار سراب، آب نهر سراب به یکباره قطع شد. طی ۶ سال، یعنی حدود سال ۱۳۴۲ سطح آب غار علیصدر به ارتفاع طبیعی خود رسید و ورود به غار میسر گشت. به تدریج پای کوهنوردان به درون غار باز‌ شد.
اولین کاوش حرفه‌ای و برنامه‌ریزی شده در غار علیصدر در ۵ مهرماه ۱۳۴۲ شمسی، توسط گروهی ۱۴ نفره از اعضای هیئت کوهنوردی همدان انجام شد که توانستند با کسب اطلاعات قبلی و همراه بردن تجهیزات لازم برای حرکت روی آب، با عبور از دریاچه، از شعبات و تالارهای مختلف آن بازدید کنند، زیبایی و عظمت داخل آن را ببینند و اولین اطلاعات را از وسعت و ژرفای دریاچه و طول و عرض و عمق و ارتفاع غار بدست‌آورند.
علی‌رغم انتشار خبر این بازدید و بازدیدهای متعاقب، تا سال ۱۳۵۲ دهانه غار تنگ و در حدود ۵۰ سانتیمتر بود و دسترسی به داخل غار تنها توسط کوهنوردان حرفه‌ای ممکن بود. تا اینکه عبدالله حاجیلو که از سال ۱۳۴۱ ریاست هیئت کوهنوردی همدان را بر عهده داشت و از جلب توجه مقامات برای توسعه غار مأیوس شده‌بود، شخصاً دست به کار شد. او با مقبولیتی که در شهر و استان داشت با کمک مردم محلی و استفاده از بازوی هیئت کوهنوردی و انجمن شهرستان و استان، سرانجام دهانه غار در اردیبهشت ماه ۱۳۵۳ به عرض ۵ متر و ارتفاع ۳ متر باز شد. در سال بعد، با بتون‌ریزی قسمتی از کف غار، مسیر خشکی نیز برای راهپیمایی در غار ایجاد شد و سپس با تجهیز غار به چند قایق و نیز تأمین روشنایی داخل آن، در تاریخ ۴ خردادماه ۱۳۵۵، غار علیصدر به بهره‌برداری رسید. بلیط‌های چاپ‌شده برای بازدید گردشگران تحویل اداره تربیت بدنی همدان‌گردید.
موفقیت عبدالله حاجیلو در توسعه و معرفی غار تا به حدی بود که شاه را نیز برای بازدید از غار در ۵ مهرماه ۱۳۵۵ ترغیب کرد که طی آن مقرر شد علاوه بر ارتباط برق سراسری به علیصدر و روستاهای اطراف و آسفالت راه‌های دسترسی به غار، نسبت به ایجاد مهمانسرای جهانگردی در ده علیصدر اقدام‌ شود.

## موقعیت جغرافیایی
دهانهٔ اصلی غار علی‌صدر در روستای علی‌صدر که مربوط به شهرستان کبودرآهنگ است، قرار دارد. همچنین این غار در فاصله ۷۰ کیلومتری شمال غربی همدان در کوه‌های زاگرس مطابق طول جغرافیایی ۱۵٫۳ درجه و ۳۵٫۱۸ درجه و عرض جغرافیایی ۱۸٫۸ درجه و ۴۸ درجه و ارتفاع ۱۹۸۰ متر از سطح دریا واقع شده‌است. این منطقه دارای آب و هوای کوهستانی است و میزان متوسط بارش سالانه ۳۰۰ میلی‌لیتر است. رشته علی‌صدر قسمتی از واحدهای شکل‌گرفته در غرب ایران موسوم به تشکیلات متعلق به دوران ژوراسیک است و با رشته‌های متناوب از شیستها و سنگ‌های شنی در لا به لای پایه آن و یک رشته از ترکیبات آهکی که مثل خاک رس خاکستری تیره بوده و به صورت لایه‌های نازک روی شیستها قرار گرفته و یک لایه سبک‌تر از کریستال‌های آهکی در بالا قرار گرفته‌است که محصول تغییراتی است که ناشی از حرارت و فشار بالا مربوط به فعالیت‌های آتشفشانی در غرب رشته کوه علیصدر است. رشته علیصدر به خودی خود چینه‌ای (قسمتی که از روی زمین بالا آمده باشد) از یک طاقدیس بزرگ است که محور اصلی‌اش در جهت شمال به جنوب است. زاویه قرارگیری لایه‌ها در غار علی‌صدر و نواحی مجاور آن در حدود ۴۰ الی ۴۵ درجه‌است. طول رشته علی‌صدر حدود دو کیلومتر است. بیشترین ارتفاع رشته ۲۱۸۰ متر است و ارتفاع در محل دهنه ورودی که در شمال رشته علیصدر قرار گرفته ۱۹۸۰ متر است.
در طرف جنوب، برآمدگی آهکی به مسافت حدود سی کیلومتر ادامه می‌یابد و به رشته کوه‌های چاله کن و سارقیه متصل می‌شود. محور طاقدیس در این قسمت جنوبی در جهت N115E قرار می‌گیرد؛ بنابراین رشته علیصدر حدفاصل بین کوه‌های علیصدر و کوه چاله کن از رشته اصلی جدا شده و در قسمت جنوبی ۲۵ درجه در مسیر خلاف گردش ساعت چرخیده‌است [۴].

## نام‌گذاری
همانگونه که گفته شد، اهالی روستا از این غار به عنوان مخزن و «سد» استفاده می‌کرده‌اند. از طرف دیگر، در بنچاقها و اسناد روستا، نام ده «علی سد»، ولی در شناسنامه‌های اهالی، «علی سرد» ذکر شده.
در زمان احداث جاده برای روستا در سال ۱۳۵۰، پیمانکار مجری در تابلوی راهنمای پروژه نام جاده را «علیصدر» نوشت و از آن زمان به بعد، این نام برای روستا و غار مصطلح شد.
با اینکه مردم امروزه اسم این غار را «علی صدر» می‌نامند، ولی در اصل اسم این غار به دلیل آبی که در آن وجود دارد و جزو آب‌های سرد است، «علی سرد» می‌باشد.

## قایقرانی در غار
آنچه غار علی‌صدر را از سایر غارهای آبی جهان متمایز می‌کند، سهولت استفاده از کانال‌های آبی درون آن است که به سبب وسعت آن به‌راحتی می‌توان در آن طی مسیر کرده و با قایق‌های معمولی از درون آن‌ها گذشت. براساس همین گزارش شکست‌های زیادی در رشته علی صدر وجود دارد. بین ۳–۲ شکست در هر متر. به‌علاوه تعدادی سوراخ قیفی شکل در فواصل ۲–۱ متری مشاهده می‌شود که هر دو مشخصه، نفوذ سریع آب‌های سطحی را تسهیل می‌کند.
علاوه بر این‌ها ارتفاع آب در غار علیصدر در عمیق‌ترین نقطه به ۱۴متر می‌رسد.